# Robert de Bruce (2e lord d'Annandale)
Pour les autres membres de la famille, voir Famille Bruce.
Pour les articles homonymes, voir Robert Bruce et Bruce.
Robert II de Bruce, dit le Meschin (c'est-à-dire le Cadet) (fl. 1138, mort vers 1189 ou 1194), est un noble issu du baronnage anglo-normand du XIIe siècle et le 2e Lord d'Annandale et le fils peut-être cadet de Robert de Bruce le 1er Lord d'Annandale.

## Biographie
Les allégeances du fils aîné de Robert Ier de Bruce sont compromises quand le roi d'Écosse David Ier envahit l'Angleterre dans la fin de la décennie 1130, et qu'il renonce à sa vassalité envers David avant la bataille de l'Étendard en 1138. Le plus jeune fils, Robert II reste cependant fidèle à son suzerain écossais et conserve les domaines de son père en Écosse alors que les domaines anglais de Robert Ier de Bruce passent à son fils ainé Adam. Selon les traditions de la maison de Bruce Robert II aurait été capturé par son propre père lors de la bataille et livré au roi Étienne d'Angleterre. La légende rapporte également qu'au cours de la décennie 1140, Robert II rencontre à  Annan dans le Dumfries and Galloway Malachie d'Armagh. Le futur saint demande à Robert II de gracier un voleur, mais Robert le fait pendre quand même sur le champ, pour cette action rivière d'Annan, détruit une partie de son château et la lignée de Bruce est maudite par le saint homme. Robert fait de Lochmaben le centre de sa seigneurie et y bâtit un nouveau chef-lieu (latin caput). Robert II meurt entre 1189 et 1194 il est inhumé dans le prieuré de Guisborough dans le nord du Yorkshire, en Angleterre, un établissement religieux fondé par son père. Comme son fils aîné et homonyme, Robert, est prédécédé c'est son cadet William de Bruce qui assure sa succession.

## Union et postérité
Robert II de Bruce épouse Euphémie de Crosebi ou Crosbj d'Aumale, fille de Sir Adam de Crosebi ou Crosbj. Ils ont cinq enfants connus :
- Robert (III) de Bruce (mort en 1191), fils aîné ;
- William (mort en 1212) ;
- Bernard ;
- Agathe ;
- Euphémie.

## Source de la traduction
- (en) Cet article est partiellement ou en totalité issu de l’article de Wikipédia en anglais intitulé « Robert de Brus, 2nd Lord of Annandale » (voir la liste des auteurs).

## Sources
- Burke, Messrs. John and John Bernard, The Royal Families of England, Scotland, and Wales, with their Descendants, etc., Londres, 1848: vol.1, pedigree XXXIV.
- Flower, William, Norroy King of Arms, The Visitation of Yorkshire, 1563/4, (edited by Charles B. Northcliffe, M.A., of Langton), Londres, 1881, p.40.
- A. A. M. Duncan, ‘Brus , Robert (I) de, lord of Annandale (d. 1142)’, in Oxford Dictionary of National Biography, Oxford University Press, 2004 , accessed 14 Nov 2006
- Duncan, A. A. M., ‘Brus , Robert (II) de, lord of Annandale (d. 1194?)’, in Oxford Dictionary of National Biography, Oxford University Press, 2004 , accessed 14 Nov 2006
- Richard Oram, David: The King Who Made Scotland, (Gloucestershire, 2004)
- The Robert the Bruce Commemoration Trust's, Genealogy, Crichton College of the University of Glasgow (Dept. of Scottish Studies)